# Corynophilus pumilus
Corynophilus pumilus  (лат.) — вид пилильщиков из семейства Pergidae. Встречается в Южной Америке (Бразилия). Развивается на протеецветных растениях Roupala montana Aublet (Proteales, Proteaceae). Единственный вид рода Corynophilus. Первоначально был описан в роде Cephalocera Klug, 1834, имя которого, как преоккупированного, в 1882 году было заменено на Corynophilus. 